# Prosopeia tabuensis
Prosopeia tabuensis е вид птица от семейство Psittaculidae.

## Разпространение
Видът е разпространен във Фиджи.